# Lake Tanglewood
Lake Tanglewood is een plaats (village) in de Amerikaanse staat Texas, en valt bestuurlijk gezien onder Randall County.

## Demografie
Bij de volkstelling in 2000 werd het aantal inwoners vastgesteld op 825.
In 2006 is het aantal inwoners door het United States Census Bureau geschat op 869, een stijging van 44 (5.3%).

## Geografie
Volgens het United States Census Bureau beslaat de plaats een oppervlakte van
3,7 km², waarvan 2,7 km² land en 1,0 km² water.

## Plaatsen in de nabije omgeving
De onderstaande figuur toont nabijgelegen plaatsen in een straal van 28 km rond Lake Tanglewood.